# David Gránský

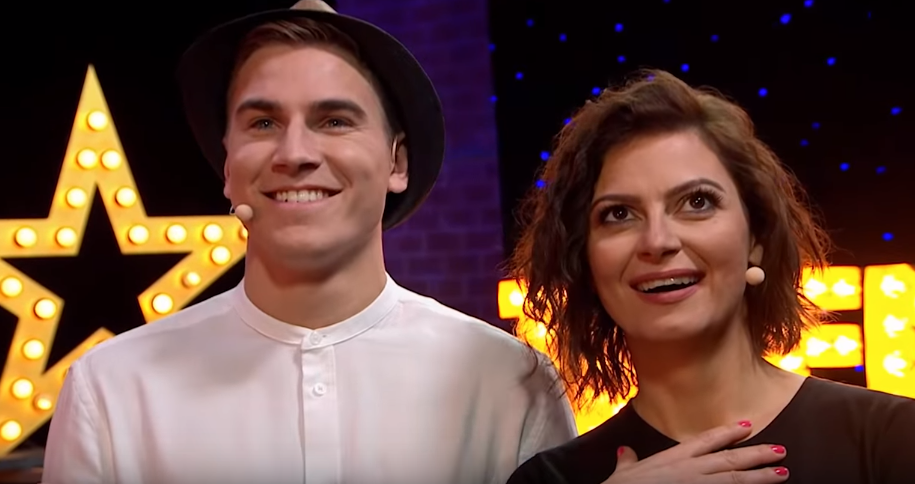
David Gránský spolu s Lujzou Garajovou Schramekovou při moderování soutěže Česko Slovensko má talent (2019)

David Gránský (* 11. března 1992 Znojmo) je český herec, moderátor a zpěvák, který se věnuje také dabingu.

## Životopis
Širšímu publiku se představil v roce 2008 v pěvecké reality show X Factor, kde se dostal do finále ve skupině 15–24 let. Protože měl od malička sklony k herectví, zkusil pražskou konzervatoř, kam se dostal napoprvé. Jeho herecká kariéra začala v seriálu Vyprávěj a nejvíce ho tehdy proslavila role Dannyho Ježdíka v seriálu Gympl s (r)učením omezeným. V roce 2016 si zahrál v seriálu Ohnivý kuře, kde ztvárnil Leoše Trébla, a poté se stal soutěžícím v pořadu Tvoje tvář má známý hlas, ve kterém skončil druhý. V letech 2017–2020 se objevoval v seriálu Modrý kód v roli doktora Matyáše Bojana. V roce 2018 se stal moderátorem show Česko Slovensko má talent. Objevil se také ve filmech Kameňák 4 (2013) a Vánoční Kameňák (2015). V roce 2017 hrál v pohádce Čertoviny a klávesáka Tonyho v zimním romantickém filmu Špindl. V roce 2018, na dovolené v USA, požádal svoji přítelkyni o ruku a 19. června 2019 se s ní oženil.  Na podzim 2019 opět moderoval show Česko Slovensko má talent. V letech 2020–2021 hrál v seriálu Sestřičky a v tomtéž roce se objevil ve Zlaté masce, v níž skončil druhý. V roce 2021 soutěžil v pořadu Tvoje tvář má známý hlas s podtitulem Šampioni, v níž obsadil první místo. Na podzim opět moderoval show Česko Slovensko má talent. Od ledna 2022 se objevuje na televizních obrazovkách v televizním seriálu Zoo, jako člen vedení a později ředitel Ing. Albert Polák. 9. června se mu s manželkou narodil syn Mateo. I v letech 2022, 2023 a 2024 již tradičně moderuje show Česko Slovensko má talent.
Od října 2024 ho můžeme vídat v hlavní roli sympatického doktora Petra Krále v seriálu Kamarádi.

## Profesionální dráha

### Filmografie
| Rok  | Název                               | Role                         | Poznámky                                |
| ---- | ----------------------------------- | ---------------------------- | --------------------------------------- |
| 2008 | X Factor                            | on sám — účinkující          | televizní pořad, jeden z finalistů      |
| 2011 | Bastardi 2                          | lyžař                        | film                                    |
| 2012 | Vyprávěj                            | Rosťa Janoušek               | televizní seriál                        |
| 2012 | Gympl s (r)učením omezeným          | Daniel Ježdík mladší         | televizní seriál                        |
| 2014 | Doktoři z Počátků                   | Jakub                        | televizní seriál                        |
| 2014 | Kameňák 4                           | Spíďák                       | film                                    |
| 2015 | Divnolidi                           |                              | studentský film                         |
| 2015 | Vánoční Kameňák                     | Spíďák                       | film                                    |
| 2016 | Ohnivý kuře                         | Leoš Trébl mladší („Junior“) | televizní seriál                        |
| 2016 | Tvoje tvář má známý hlas            | on sám — účinkující          | televizní pořad, 2. místo               |
| 2017 | Modrý kód                           | MUDr. Matyáš Bojan           | televizní seriál, jedna z hlavních rolí |
| 2017 | Čertoviny                           | hrabě                        | film                                    |
| 2017 | Špindl                              | Tony                         | film                                    |
| 2018 | Česko Slovensko má talent           | moderátor                    | televizní pořad                         |
| 2019 | Česko Slovensko má talent           | moderátor                    | televizní pořad                         |
| 2020 | Zlatá maska                         | on sám – účinkující          | televizní pořad, 2. místo               |
| 2021 | Česko Slovensko má talent           | moderátor                    | televizní pořad                         |
| 2021 | Tvoje tvář má známý hlas – Šampioni | on sám – účinkující          | televizní pořad, 1. místo               |
| 2022 | Zoo                                 | Ing. Albert Polák            | televizní seriál, jedna z hlavních rolí |
| 2022 | Česko Slovensko má talent           | moderátor                    | televizní pořad                         |
| 2023 | Šampioni                            | moderátor                    | televizní pořad                         |
| 2023 | Česko Slovensko má talent           | moderátor                    | televizní pořad                         |
| 2024 | Česko Slovensko má talent           | moderátor                    | televizní pořad                         |
| 2024 | Kamarádi                            | MUDr. Petr Král              | televizní seriál                        |

### Divadlo, výběr
- 2011 Slávek Boura, Jarek Šimek: Naháči, Jan Fulín, Goja Music Hall, režie Tomáš Váňa[4][5]
- 2012 Alain Boublil, Jean-Marc Natel, Claude-Michel Schönberg, Herbert Kretzmer: Les Misérables (Bídníci), company, Goja Music Hall, režie Petr Novotný
- 2012 Jim Jacobs, Warren Casey: Pomáda, Doody, Divadlo Kalich, režie Ján Ďurovčík
- 2012 Jan Pixa, Alena Pixová, Kristýna Pixová, František Pytloun, Petr Kutheil, Tomáš Beran: Kapka medu pro Verunku, myslivec Jirka či princ Mirek, Divadlo Hybernia, režie Jaroslav Hanuš
- 2014 Jan Pixa, Alena Pixová, Kristýna Pixová, Zdeněk Barták, Ondřej Suchý: Sněhová královna, Kai, Divadlo Hybernia, režie Lumír Olšovský[6]
- 2014 Hana Gregorová: Tančírna, Divadlo Radka Brzobohatého, režie Hana Gregorová
- 2014 Ľubomír Feldek: Cyrano, Kristián, Divadlo Radka Brzobohatého, režie Hana Gregorová
- 2015 Catherine Johnson, Benny Andersson, Björn Ulvaeus, Stig Andreson: Mamma Mia!, Sky, Kongresové centrum Praha, režie Antonín Procházka[7]
- 2016 Zdeněk Svěrák, Jaroslav Uhlíř, Antonín Procházka: Ať žijí duchové!, Dlouhý Jenda, Kongresové centrum Praha, režie Antonín Procházka
- 2017 Muž se železnou maskou, role : Ludvík XIV/Filip, Divadlo Broadway, režie Libor Vaculík
- 2021 Tarzan, role : Tarzan, Divadlo Hybernia, režie Libor Vaculík
- 2023 Dámy vpřed!, role : Jack Gable, Divadlo Palace, režie Jana Kališová
- 2024 Anděl Páně, role : Uriáš, Hudební Divadlo Karlín, režie Martin Čičvák

### Ostatní
- Mimo herectví a zpěv též dabuje. V roce 2015 namluvil do češtiny Lucase Reibera ve Fakjů pane učiteli 2 a Michaela Gregoria ve filmu Mune – Strážce měsíce.[8] V seriálu Simpsonovi nadaboval postavu Brandona, kterého v původním dabingu namluvil Ed Sheeran.[9]
- Dále daboval filmy jako například Šmoulové : Ztracená vesnice, Balerína, Letíme, Letíme 2, Eternals, Fakjů pane učiteli 3, Příšerákovi nebo V oblacích.
- Od roku 2018 pravidelně uvádí televizní talentovou soutěž Česko Slovensko má talent
- V roce 2019 nazpíval duet: Kristína & David Gránský – Stále ťa mať.
- V roce 2022 se Davidovi s manželkou Nikolou narodil syn Mateo.